# Identity, Tradition, Sovereignty
Gruppen for Identitet, Tradition og Suverænitet (Identity, Tradition, Sovereignty, forkt. ITS) var en politisk gruppe i Europa-Parlamentet.
Gruppen blev oprettet den 15. januar 2007 og medlemmerne betragter sig selv som højreekstremistiske, og har blandt andet modsat sig tyrkisk EU-medlemskab og indvandring. Gruppen omfattede 20 EU-parlamentarikere. Gruppens talsmand var franskmanden Bruno Gollnish fra Front National. 
Rumænerne Daniela Buruianä-Aprodu og Cristian Stanescu forlod 14. november 2007 gruppen, hvilket betød at den grundet Europa-Parlamentets mindstekrav om 20 medlemmer i en politisk gruppe, blev opløst.

## Medlemmer
Partigruppen bestod af det europæiske parti Euronat:
| Land           | Nationalt parti                      | Antal | Parlamentariker |
| -------------- | ------------------------------------ | ----- | --- |
| Frankrig       | Front National                       | 7     | Bruno Gollnisch, Carl Lang, Jean-Marie Le Pen, Marine Le Pen, Fernand Le Rachinel, Jean-Claude Martinez og Lydia Schenardi |
| Rumænien       | Partidul România Mare                | 5     | Daniela Buruiană, Eugen Mihăescu, Viorica Moisuc, Petre Popeangă og Cristian Stănescu                                      |
| Belgien        | Vlaams Belang                        | 3     | Philip Claeys, Koenraad Dillen og Frank Vanhecke                                                                           |
| Italien        | Alternativa Sociale Fiamma Tricolore | 1     | Alessandra Mussolini Luca Romagnoli                                                                                        |
| Østrig         | Freiheitliche Partei Österreichs     | 1     | Andreas Mölzer |
| Bulgarien      | Koalizija Ataka                      | 3     | Dimitar Stoyanov, Slavcho Binev og Desislav Chukolov                                                                       |
| Storbritannien | UKIP, uafhængig                      | 1     | Ashley Mote |

## Ekstern henvisning
- ITS hjemmeside Arkiveret 10. november 2007 hos  Wayback Machine